# Sam Egan
Sam Egan est un journaliste américain, mais aussi un producteur et scénariste pour des séries télévisées. Il a notamment écrit pour le Rolling Stone.
Il est le fils d'un survivant de l'holocauste, et a basé l'un des épisodes qu'il a écrit pour la série télévisée Au-delà du réel : L'aventure continue sur l’expérience vécue par son père dans le camp de concentration d'Auschwitz (l'épisode 100 : Le Tribunal).

## Filmographie

### Scénariste
- 2014 : Continuum - Saison 3 épisode : 7
- 2013 : Continuum - Saison 2 épisodes : 3, 11 et 12
- 2012 : Continuum - Saison 1 épisode : 4
- 2007 : Masters of Science Fiction - Saison 1 épisode : 1 (Série télévisée)
- 2002 : Jeremiah - Saison 1 épisode : 6, 7, 9, 11, 12, 15, 16, 17 (Série télévisée)
- 2000 : Au-delà du réel : L'aventure continue - Saison 7 épisode : 5, 7, 15 (Série télévisée)
- 2000 : Au-delà du réel : L'aventure continue - Saison 6 épisode : 2, 6, 17, 21, 22 (Série télévisée)
- 1998 : Au-delà du réel : L'aventure continue - Saison 5 épisode : 2, 6, 12, 17 (Série télévisée)
- 1998 : Stargate SG-1 - Saison 2 épisode : 14 (Série télévisée)
- 1998 : Au-delà du réel : L'aventure continue - Saison 4 épisode : 2, 12, 13, 17, 20 (Série télévisée)
- 1997 : Au-delà du réel : L'aventure continue - Saison 3 épisode : 2, 11 (Série télévisée)
- 1996 : Diagnostic : Meurtre - Saison 4 épisode : 6 (Série télévisée)
- 1988 : Elvira, princesse des ténèbres de James Signorelli
- 1983 : Manimal - Saison 1 épisode : 8 (Série télévisée)
- 1979 : L'Incroyable Hulk - Saison 3 épisode : 5, 11 (Série télévisée)

### Producteur
- 1976 : Quincy (1976) (Série télévisée)

### Producteur exécutif
- 2007 : Sanctuary (2007) (Série diffusée sur Internet puis à la télévision)